# Ermita de San Rafael (Hellín)
La ermita de San Rafael es un templo católico de la localidad española de Hellín, en la provincia de Albacete.

## Descripción
Se construyó en el siglo XVII. Se ubica en una de las colinas de la población de Hellín (Albacete), en el casco antiguo, en lo que fuera la antigua judería, hoy barrio de San Rafael, a cuyos pies se encuentra el denominado Barranco del Judío. Es de estilo barroco.
En ella se encuentra el arcángel Rafael, que es considerado el patrón benefactor de Hellín junto con la Virgen del Rosario. De la devoción al santo existen datos que se remontan al siglo XVI.
En las Relaciones Topográficas de Felipe II, redactadas en Hellín en 1576, se narra la leyenda de que San Rafael lograba evitar las tormentas de granizo que se abatían sobre la ciudad y destruían las cosechas. Por este motivo se mantenía una fiesta en honor de San Rafael, que en la actualidad se celebra el 24 de octubre.